# Fedora (opera)

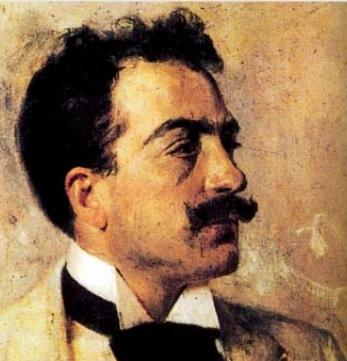
Umberto Giordano

Fedora är en opera i tre akter med musik av Umberto Giordano och libretto av Arturo Colautti efter Victorien Sardous pjäs Fédora (1882). Tillsammans med Andrea Chénier och Siberia är det ett av Giordanos mest kända verk. Den framfördes första gången på Teatro Lirico i Milano den 17 november 1898 under ledning av kompositören själv; Gemma Bellincioni sjöng rollen som Fedora tillsammans med Enrico Caruso som hennes älskare Loris Ipanov.

## Bakgrund
På Teatro di Napoli i Neapel såg den unge Umberto Giordano 1898 en föreställning Neapel av Sardous pjäs Fédora med Sarah Bernhardt (för vilken pjäsen var skriven) i titelrollen. Han blev genast intresserad av att göra en opera av dramat och frågade Sardou om tillstånd att tonsätta hans text. Sardou var inte intresserad av att ge den okände tonsättaren tillstånd. Efter premiären av Giordanos opera Regina Diaz 1894 frågade Giordanos förläggare Edoardo Sonzogno Sardoi igen. Men Sardou krävde vad Sozogno ansåg vara ett orimligt arvode. Det var först tredje gången, och efter Giordanos succé med Andrea Chénier 1896 som en uppgörelse kom till stånd med operan.

## Premiär
Operan uruppfördes på Teatro Lirico i Milano 17 november 1898 med tonsättaren själv som dirigent, och med Enrico Caruso i rollen som Loris och Gemma Bellincioni som Fedora. Liksom Andrea Chenier blev även Fedora populär och spelades så ofta att ordvitsen "Fedora fè d'oro" myntades (Fedora gav pengar). Operan sattes snart upp på Wiener Hofoper av Gustav Mahler och därefter i Paris där den beundrades av såväl Massenet som Saint-Saëns.
Fedora fick sin USA-premiär den 5 december 1906 Metropolitan Opera i New York med Caruso som Loris, Lina Cavalieri som Fedora och Arturo Vigna som dirigent. Verket uppfördes åtta gånger på Metropolitan 1906/1907 och 1907/1908, och hade nypremiär på 1920-talet då den spelades 25 gånger mellan 1923 och 1926. I mitten av 1900-talet hade operasmaken förändrats och verket kom att uppföras mer sporadiskt.
På 1990-talet fick Fedora en renässans med nyuppsättningar Wiener Staatsoper, La Scala, New Yorks Metropolitan Opera, Chicago Lyric Opera, Royal Opera House, Covent Garden, Washington National Opera och Teatro Colón i Buenos Aires. Kända sångare som sjungit Fedora är Mirella Freni, Renata Scotto, Agnes Baltsa, Katia Ricciarelli och Maria Guleghina; och som Loris Plácido Domingo, José Carreras och José Cura. Bland senare tiders uppsättningar av Fedora kan räknas de på Wiener Staatsoper 2003, La Scala 2004 och Londons Holland Park Opera 2006.
Operan hade nordisk premiär den 10 december 2016 på Kungliga Operan i Stockholm och spelades 18 gånger.

## Skillnader mellan pjäsens och operans Fedora
Pjäsens hjältinna har en stark erotisk drivkraft, men i operan baserar Fedora sin åtrå på andlig kärlek. Även vad gäller Fedoras uppträdande i operan skiljer sig från pjäsen. Librettisten Colautti utformade hennes karaktär i en enda riktning: hon är totalt övertygad om personlig hämnd och hon fortsätter i sitt uppsåt ända tills Loris avslöjar skälen för sitt brott. Först då blir hon en skyddsängel för Loris, som dock snart upptäcker hennes aktiviteter som spion för den hemliga polisen. Kvinnan som författaren Sardou skapade uppträder helt annorlunda: två gånger undergår hon en radikal förändring i attityd. I början av akt II döljer hon den dysterhet som präglade hennes tid i Ryssland, och som hjälper henne att uttrycka skuldbekännelser. Å andra sidan har Fedora lämnat all dysterhet bakom sig i akt IV, överväldigad av sin kärlek till Loris.

## Realism på scen och i musik
Giordano tillhörde Giovane scuola ("den unga skolan") som bestod av italienska tonsättare (mestadels operatonsättare) som alla kom i Verdis efterföljd och som ville ha mer realism och i vissa fall verism på operascenen. I Fedora förekommer flera exempel på Giordanos försök att eftersträva samtidighet och realism i sina verk:
- I akt II sjunger den franske diplomaten De Siriex sången La donna russa, i vilken Giordano efter bästa förmåga försökte fånga en folklig rysk musikstil genom oregelbundna rytmer och vag modulation, allt enbart för att ironisera över den. Grevinnan Olga Sukarev svarar omedelbart genom att sjunga en Canzonetta francese i vilken hon i sin tur gör narr av fransmännen och deras musikstil. Båda sångerna framförs som "spel i spelet", som scenmusik.

- I samma akt framför den stumme rollkaraktären Boleslao Lazinski ("den polske pianisten, Chopins efterträdare") en polonäs på piano. Rollen ska spela i musikrummet i fonden, medan en riktig pianist bakom scenen framför den riktiga musiken. Pianomusiken bildar bakgrund till handlingen mellan Fedora och Loris, samtidigt som den ökar i dramatisk intensitet.

- I akt III utspelas handlingen bland de schweiziska alperna. Giordano låter den lille bondpojken sjunga sin sång La montanina mia ackompanjerad av en concertina i syfte att ge lokalfärg. De Siriex anländer på en cykel och använder en elektrisk ringklocka.

## Personer

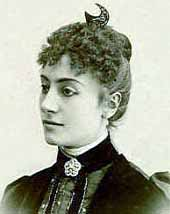
Gemma Bellincioni i titelrollen som Fedora

| Roller                        | Röststämma | Premiärbesättning 17 november 1898 (Dirigent: Umberto Giordano) | Svensk premiärbesättning 10 december 2016 (Dirigent: Tobias Ringborg) |
| ----------------------------- | ---------- | --------------------------------------------------------------- | --------------------------------------------------------------------- |
| Furstinnan Fedora Romazov     | sopran     | Gemma Bellincioni                                               | Asmik Grigorian                                                       |
| Greve Loris Ipanov            | tenor      | Enrico Caruso                                                   | Andrea Carè                                                           |
| Grevinnan Olga Sukarev        | sopran     |                                                                 | Sofie Asplund                                                         |
| De Siriex, en diplomat        | baryton    | Delfino Menotti                                                 | Ola Eliasson                                                          |
| Désiré, en betjänt            | tenor      |                                                                 | Niklas Björling Rygert                                                |
| Dimitri, en betjänt           | kontraalt  |                                                                 | Johanna Rudström                                                      |
| Gretch, en polisinspektör     | bas        |                                                                 | Kristian Flor                                                         |
| Loreck, en kirurg             | baryton    |                                                                 | Håkan Ekenäs                                                          |
| Cirillo, en droskförare       | baryton    |                                                                 | John Erik Eleby                                                       |
| Baron Rouvel                  | tenor      |                                                                 | Jon Nilsson                                                           |
| Boroff, en läkare             | baryton    |                                                                 | Jens Persson                                                          |
| Sergio, en betjänt            | bas        |                                                                 | Mikael Fagerholm                                                      |
| Nicola, en betjänt            | kontraalt  |                                                                 | Andreas Lundmark                                                      |
| Michele, en portier           | talroll    |                                                                 | Henrik Hugo                                                           |
| En herdepojke                 | kontraalt  |                                                                 | Arvid Roos                                                            |
| Boleslao Lazinski, en pianist | stum roll  |                                                                 | Martin Virin                                                          |

## Handling

### Akt I
Natten före sitt bröllop med den rika furstinnan Fedora Romanova såras greve Vladimir dödligt under mystiska omständigheter. Polisofficeren Grech, som leder förhöret om händelsen, får veta att greven i ett brev hade kallats till det hus där han dödades. Brevet har försvunnit och en viss Loris Ipanov som uppehöll sig i huset försvann också strax efter skottlossningen.

### Akt II
Fedora tror att Loris är Vladimirs mördare och har därför sett till att han förälskar sig i henne så att hon skall kunna locka ur honom ett erkännande. Hon ger Grech ett brev där hon beskriver vad hon tror har hänt på mordnatten och ber samtidigt Grech att gripa Loris när han lämnar hennes hus. Loris kommer emellertid med en helt annan förklaring. Han visste att Vladimir var hans hustrus älskare och att han ville besöka henne natten före sitt bröllop. Fedora blir djupt skakad av denna nyhet och beslutar att rädda Loris.

### Akt III
Fedora och Loris har slagit sig ned i Schweiz, men det brev hon en gång skrev till Grech har lett till att Loris bror har satts i fängelse, där han dött. Loris vän Borov, som skriver och berättar detta för honom, vet att det famösa brevet som ledde till arresteringen är skrivet av en kvinna, som Loris lätt bör kunna avslöja. Fedora, som känner till sammanhanget, försöker övertala Loris att förlåta kvinnan innan han kommer underfund med vem hon är, men när han vill hämnas broderns död tar Fedora gift. Först då inser han att det var Fedora som hade skrivit brevet.

## Fedorahatten

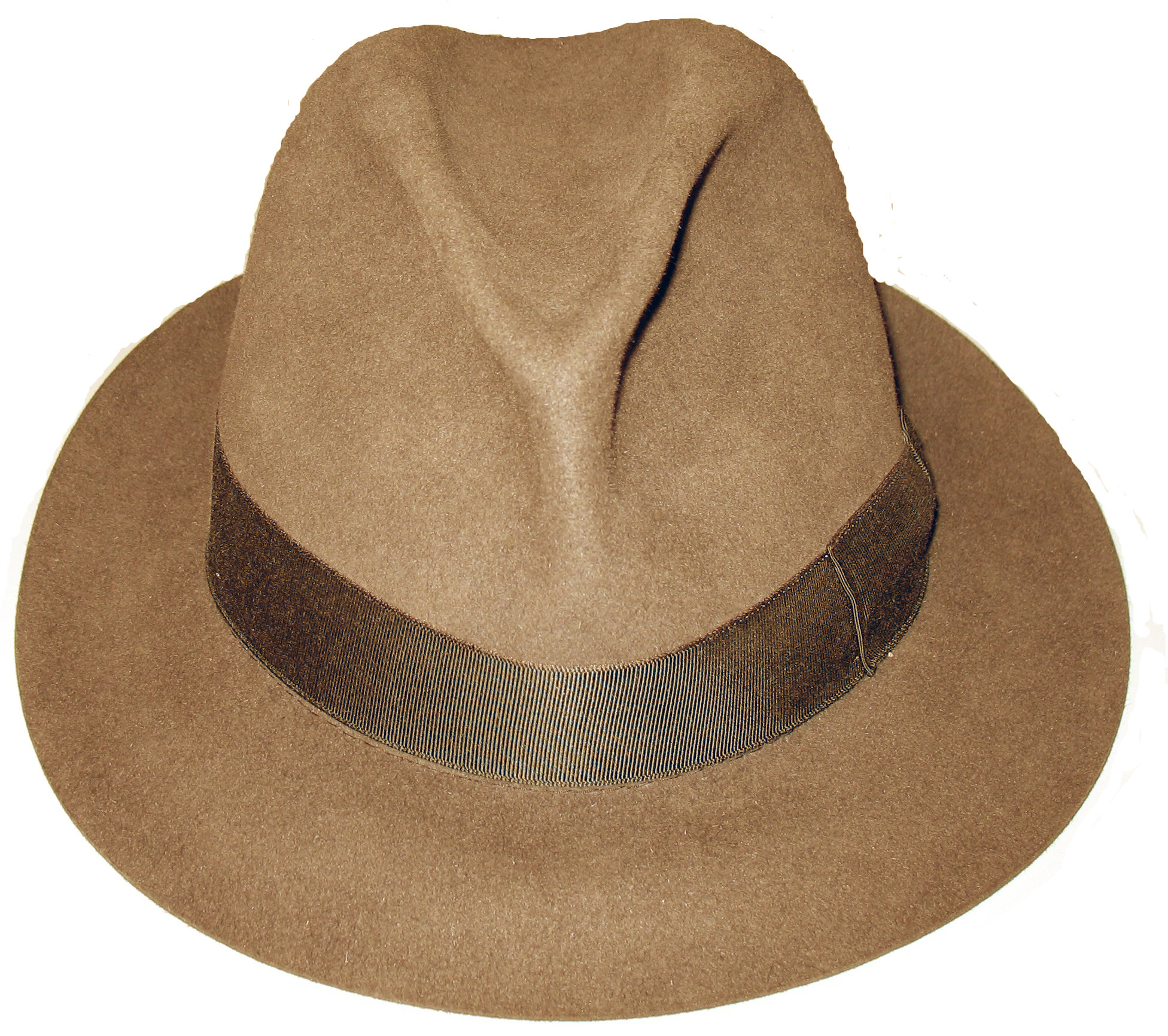
Fedorahatt

Pjäsen Fédora hade sin amerikanska premiär 1889. I pjäsen bar Sarah Bernhardt, som var en orädd utövare av crossdressing, en mjuk filthatt som blev känd under namnet Fedora. Den blev snart högsta mode bland damerna och även kvinnorättsrörelsen upptog den som sin symbol.

## Inspelningar (urval)
- Fedora. Freni, Domingo, Scarabelli, Corbelli. Kör och orkester från La Scala, Milano. Gianandrea Gavazzeni, dirigent. TDK DVD DVWW OPFED.[3]

### Fotnoter
1. ↑  Gelli, P., 2005, page?
2. ↑  Tommasini, A., 1996; Volpe, M., 2006; Ponick, T. 1998; Girardi, M., 2000
3. ↑   The Penguin guide to the 1000 finest classical recordings : the must have CDs and DVDs. London: Penguin Books. 2011. Libris 12532581. ISBN 978-0-241-95525-3